# 元胡摩
元胡摩（6世紀—616年），河南郡洛阳县（今河南省洛阳市东）人，西魏文帝元宝炬第五女，生母席晖华，北周孝闵帝宇文觉的皇后。

## 生平
元胡摩初封晋安公主，宇文觉是略阳公时期时，娶元胡摩为夫人。等到周孝闵帝登基，立元胡摩为王后。不到一年，宇文觉被其堂兄宇文护废黜，不久被杀，元胡摩被迫出家为尼。
建德初年，周武帝为兄长宇文觉上尊号为孝闵帝，尊皇嫂元胡摩为孝闵皇后，居崇义宫。
後來隋朝建立，元胡摩出居里第。大业十二年（616年），元胡摩去世。

## 外部連結
[在维基数据编辑]
 《北史·卷014》，出自李延壽《北史》

| 前任： 西魏皇后若干皇后 | 北周王后 557年 | 繼任： 独孤皇后 |